# Вудлон (Охајо)
Вудлон (енгл. Woodlawn) град је у америчкој савезној држави Охајо.

## Демографија
По попису из 2010. године број становника је 3.294, што је 478 (17,0%) становника више него 2000. године.
| Група             | 2000.         | 2010.         |
| Белци             | 748 (26,6%)   | 833 (25,3%)   |
| Афроамериканци    | 1.926 (68,4%) | 2.214 (67,2%) |
| Азијати           | 67 (2,4%)     | 94 (2,9%)     |
| Хиспаноамериканци | 36 (1,3%)     | 77 (2,3%)     |
| Укупно            | 2.816         | 3.294         |